# 1806 dans les chemins de fer
Chronologie des chemins de fer
1805 dans les chemins de fer - 1806 - 1807 dans les chemins de fer

## Naissances
- 25 novembre : Isaac Pereire, entrepreneur et homme politique français, administrateurs de la Compagnie du chemin de fer de Lyon. Il créera et dirigera plusieurs compagnies de chemins de fer en Europe[1] († 12 juillet 1880).
- 9 avril - Isambard Kingdom Brunel, ingénieur britannique connu pour avoir créé le Great Western Railway (Grand chemin de fer de l'Ouest, ligne Londres-Bristol) († 15 septembre 1859).